# Anthospermeae
Anthospermeae Cham. & Schltdl. ex DC., 1830 è una tribù di piante della famiglia delle Rubiacee (sottofamiglia Rubioideae).

## Descrizione
Questa tribù comprende arbusti o piccoli alberi con fiori actinomorfi poco appariscenti, privi di odore, e che non producono nettare.

## Biologia
A differenza della maggior parte delle Rubiacee, che sono impollinate dagli animali (impollinazione zoocora), le specie della tribù Anthospermeae si riproducono per impollinazione anemofila..

## Distribuzione e habitat
La tribù Anthospermeae è diffusa in Africa (inclusi Madagascar e Macaronesia), nell'arcipelago di Tristan da Cunha, (oceano Atlantico meridionale), nel sudest asiatico, in Australasia, in diverse isole dell'oceano Pacifico (comprese le Hawaii) e in Sud America, costituendo un esempio di distribuzione gondwaniana. Si è ipotizzato che l'Africa sia l'area ancestrale di origine della tribù e che la sua attuale distribuzione sia il frutto di differenti successivi eventi di dispersione trans-oceanica.

## Tassonomia
La tribù Anthospermeae comprende tredici generi suddivisi in tre sottotribù:
- Sottotribù Anthosperminae - diffusa nell'Africa subsahariana, in Macaronesia, in Madagascar, e nella parte sud-occidentale della penisola arabica
  - Anthospermum L.
  - Carpacoce Sonder
  - Galopina Thunberg
  - Nenax Gaertn.
  - Phyllis L.
- Sottotribù Coprosminae - con ampio areale transpacifico (il genere Nertera si estende nell'oceano Atlantico fino ai Caraibi e Tristan da Cunha)
  - Coprosma J.R. Forster & G. Forster
  - Durringtonia R.J.F. Henderson & Guymer
  - Leptostigma Arnott
  - Nertera Gaertn.
  - Normandia Bentham & J.D. Hooker
- Sottotribù Operculariinae - ristretta all'Australia
  - Eleuthranthes F.Muell. ex Benth.
  - Opercularia Gaertn.
  - Pomax Sol. ex DC.